# ضريح أمير الشهيد
ضريح أمير الشهيد (بالفارسية: آرامگاه امیر شهید) هو ضريح تاريخي يعود إلى القاجاريون، ويقع في لاهيجان.